# Барон Холмпатрик
Барон Холмпатрик из Холмпатрика в графстве Дублин — наследственный титул в системе Пэрства Соединённого королевства. Он был создан 27 июля 1897 года для англо-ирландского политика Иона Транта Гамильтона (1839—1898). Он представлял в Палате общин Великобритании графство Дублин (1863—1885) и служил лордом-лейтенантом графства Дублин (1892—1898). Его отец, Джеймс Ганс Гамильтон (1810—1863), и дед, Ганс Гамильтон (1758—1822), представляли этот избирательный округ в Палате общин Великобритании.
По состоянию на 2024 год носителем баронского титула являлся правнук первого барона, Ганс Джеймс Дэвид Гамильтон, 4-й барон Холмпатрик (род. 1955), который стал преемником своего отца в 1991 году. Он был членом Лейбористской партии и заседал в Палате лордов до принятия Акта Палаты лордов 1999 года.
Семейная резиденция — Эбботстаун-хаус в окрестностях Каслнока в графстве Дублин.

## Бароны Холмпатрик (1897)
- 1897—1898: Ион Трант Гамильтон, 1-й барон Холмпатрик (14 июля 1839 — 10 марта 1898), второй сын Джеймса Ганса Гамильтона (1810—1863)[1];
- 1898—1942: Ханс Уэллсли Гамильтон, 2-й барон Холмпатрик (8 августа 1886 — 5 сентября 1942), единственный сын предыдущего[2];
- 1942—1991: Джеймс Ханс Гамильтон, 3-й барон Холмпатрик (29 ноября 1928—1991), единственный сын предыдущего[3];
- 1991—2024: Ханс Джеймс Дэвид Гамильтон, 4-й барон Холмпатрик (15 марта 1955 — 21 марта 2024), старший сын предыдущего[4];
- 2024 — настоящее время: Ион Генри Джеймс Гамильтон, 5-й барон Холмпатрик (род. 12 июня 1956), младший брат предыдущего[5];
  - Наследник титула: достопочтенный Эвелин Уильям Джеймс Гамильтон (род. 28 апреля 1961), младший брат предыдущего[6];
    - Наследник наследника: Росс Эндрю Джеймс Гамильтон (род. 1990), единственный сын предыдущего[7].